# Rally de Cerdeña de 2008
El Rally de Cerdeña de 2008 fue la 5.º edición y la sexta ronda de la temporada 2008 del Campeonato Mundial de Rally. Se celebró en los alrededores de Olbia entre el 16 y el 18 de mayo y contó con un itinerario de diecisiete tramos de tierra que sumaban un total de 344.73 km cronometrados.

## Itinerario y ganadores
| Día            | SS   | Hora  | Tramo            | Distancia | Ganador            | Tiempo  | Líder rally        |
| -------------- | ---- | ----- | ---------------- | --------- | ------------------ | ------- | ------------------ |
| 1 (16 de mayo) | SS1  | 10:23 | Monte Corvos 1   | 16.43 km  | Jari-Matti Latvala | 11:24.3 | Jari-Matti Latvala |
| 1 (16 de mayo) | SS2  | 10:50 | Crastazza 1      | 33.96 km  | Sébastien Loeb     | 23:56.1 | Sébastien Loeb     |
| 1 (16 de mayo) | SS3  | 12:07 | Terranova 1      | 15.39 km  | Sébastien Loeb     | 10:48.3 | Sébastien Loeb     |
| 1 (16 de mayo) | SS4  | 15:18 | Monte Corvos 2   | 16.43 km  | Gigi Galli         | 11:07.3 | Sébastien Loeb     |
| 1 (16 de mayo) | SS5  | 15:45 | Crastazza 2      | 33.96 km  | Sébastien Loeb     | 23:21.4 | Sébastien Loeb     |
| 1 (16 de mayo) | SS6  | 17:02 | Terranova 2      | 15.39 km  | Jari-Matti Latvala | 10:30.9 | Sébastien Loeb     |
| 2 (17 de mayo) | SS7  | 9:39  | Punta Pianedda 1 | 18.53 km  | Jari-Matti Latvala | 11:27.8 | Sébastien Loeb     |
| 2 (17 de mayo) | SS8  | 10:31 | Monte Lerno 1    | 29.31 km  | Jari-Matti Latvala | 19:46.3 | Sébastien Loeb     |
| 2 (17 de mayo) | SS9  | 11:16 | Su Filigosu 1    | 19.46 km  | Jari-Matti Latvala | 12:43.3 | Sébastien Loeb     |
| 2 (17 de mayo) | SS10 | 14:56 | Punta Pianedda 2 | 18.53 km  | Jari-Matti Latvala | 11:09.3 | Sébastien Loeb     |
| 2 (17 de mayo) | SS11 | 15.48 | Monte Lerno 2    | 29.31 km  | Jari-Matti Latvala | 19:19.9 | Sébastien Loeb     |
| 2 (17 de mayo) | SS12 | 16:33 | Su Filigosu 2    | 19.46 km  | Jari-Matti Latvala | 12:35.6 | Sébastien Loeb     |
| 3 (18 de mayo) | SS13 | 8:10  | Monte Olia 1     | 19.28 km  | Mikko Hirvonen     | 14:03.2 | Sébastien Loeb     |
| 3 (18 de mayo) | SS14 | 8:50  | Sorilis 1        | 18.66 km  | Sébastien Loeb     | 13:58.9 | Sébastien Loeb     |
| 3 (18 de mayo) | SS15 | 11:36 | Monte Olia 2     | 19.28 km  | Jari-Matti Latvala | 13:46.2 | Sébastien Loeb     |
| 3 (18 de mayo) | SS16 | 12:16 | Sorilis 2        | 18.66 km  | Mikko Hirvonen     | 13:45.0 | Sébastien Loeb     |
| 3 (18 de mayo) | SS17 | 14:10 | Liscia Ruja      | 2.69 km   | Jari-Matti Latvala | 1:54.8  | Sébastien Loeb     |

## Clasificación final

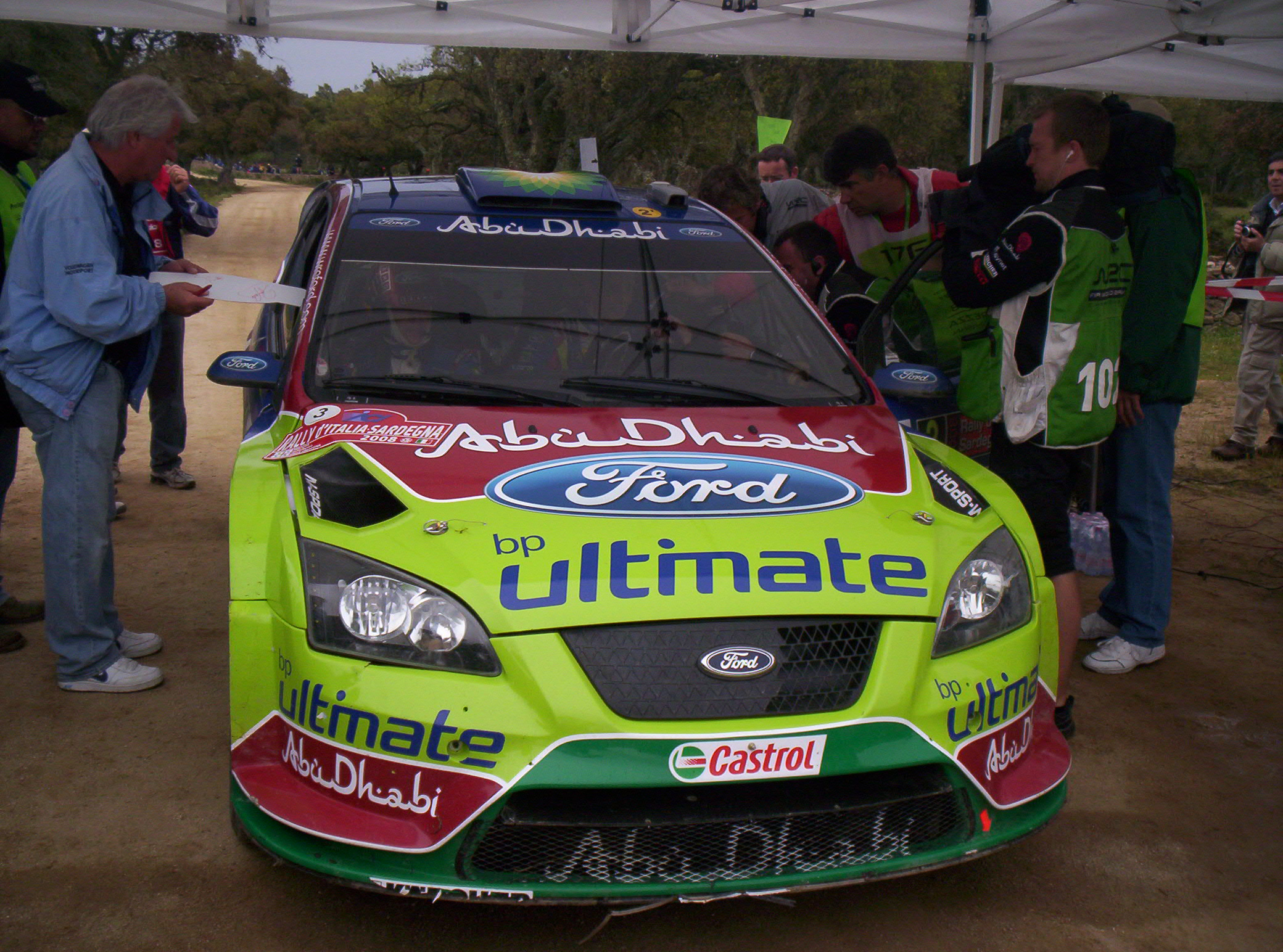
Hirvonen fue segundo con el Focus WRC a solo diez segundos de Loeb.

| Pos.    | Piloto             | Copiloto             | Automóvil            | Tiempo    | Diferencia | Puntos  |
| General | General            | General              | General              | General   | General    | General |
| ------- | ------------------ | -------------------- | -------------------- | --------- | ---------- | ------- |
| 1       | Sébastien Loeb     | Daniel Elena         | Citroën C4 WRC       | 3:57:17.2 | 0.0        | 10      |
| 2       | Mikko Hirvonen     | Jarmo Lehtinen       | Ford Focus RS WRC 07 | 3:57:27.8 | 10.6       | 8       |
| 3       | Jari-Matti Latvala | Mikka Antilla        | Ford Focus RS WRC 07 | 3:57:32.5 | 15.3       | 6       |
| 4       | Gigi Galli         | Giovanni Bernacchini | Ford Focus RS WRC 07 | 3:58:59.7 | 1:42.5     | 5       |
| 5       | Dani Sordo         | Marc Marti           | Citroën C4 WRC       | 3:59:22.8 | 2:05.6     | 4       |
| 6       | Chris Atkinson     | Stephane Prevot      | Subaru Impreza WRC   | 4:02:25.8 | 5:08.6     | 3       |
| 7       | Henning Solberg    | Cato Menkerud        | Ford Focus RS WRC 07 | 4:03:18.2 | 6:01.0     | 2       |
| 8       | Urmo Aava          | Kuldar Sikk          | Citroën C4 WRC       | 4:03:38.5 | 6:21.3     | 1       |